# Leuchtturm Warnemünde
Der Leuchtturm Warnemünde steht im Ostseebad Warnemünde, einem Ortsteil der Hansestadt Rostock. Das bekannte Wahrzeichen des Seebades wurde 1898 in Betrieb genommen. Die Höhe beträgt 36,90 m.

## Vorgeschichte
Die erste Beurkundung einer Leuchte in Warnemünde erfolgte 1358, es war ein Holzgestell, an dem ein Feuerkorb hochgezogen wurde. Der Korb befand sich nach seiner Erneuerung durch einen Nachfolger im Museum, war dann später aber verschwunden. Es ist aber eine detaillierte Zeichnung des Feuerkorbes vorhanden. Die Umgebung der Leuchte war befestigt. In der Auseinandersetzung zwischen Herzog und Stadt ließ der Herzog Befestigung und Leuchte 1487 zerstören. Dann gab es eine Weile keine schriftlichen Erwähnungen, erst 1582 wurde in der berühmten Vicke-Schorler-Rolle die älteste bildliche Darstellung des Leuchtenturmes gezeichnet. Der Turm stand einschließlich Wachthaus etwa an der gleichen Stelle, wie der heutige Turm. 1588 aber schon wurde der Turm erneuert. Es ist ein schriftlicher Bericht überliefert, der ihn beschreibt. Auffällig ist eine besondere Leuchtenart, es war ein verglaster Metallkäfig, in dem 12 Kerzen brannten. Das Leuchtfeuer war deshalb nur erst aus 2,8 Seemeilen (ca. 5 Kilometer) durch die Schiffer zu sehen.
Danach gab es über 250 Jahre keine Überlieferungen.
Erst 1836 wurde über den Neubau einer Ziehlaterne berichtet, ihr Unterbau aus Ziegeln war 3,62 Meter hoch, darüber das Eisengerüst 11,35 Meter vom Boden gemessen. Die Leuchte war eine Petroleumlampe. Sie sollte noch über 60 Jahre ihren Dienst tun, denn nach der Planung von 1862 gingen noch mal Jahre ins Land, ehe der jetzige Turm 1898 fertig war.

## Planung
Bis zum Bau des Leuchtturms in den Jahren 1897/98 wurde die Einfahrt in den engen Seekanal vor Warnemünde mit dieser Ziehlaterne abgesichert. Diese entsprach bei dem stark zunehmenden Seeverkehr, der jetzt durch den Betrieb von Dampfschiffen ganzjährig möglich war und auch durch die einsetzende Industrialisierung stark gewachsen war, nicht mehr dem technischen Stand. So wurde dem Rat der Stadt Rostock am 18. Juni 1862 ein „Entwurf zum Umbau der Hafenleuchte zu einem vollständigen Leuchtturm mit prismatischem Laternenhaus“ vorgelegt und am 11. September 1863 genehmigt. Durch den danach ausbrechenden Streit zwischen „Landräten, Landmarschallen und übrigen von Ritter und Landschaft der Herzogtümer Mecklenburg“ und als weiterem Kontrahenten die Generaldirektion der Mecklenburgischen Eisenbahnen wegen deren Betrieb der Fährverbindung nach Gedser (Dänemark) um die Kosten konnte an die Realisierung des Baus erst 1896 gegangen werden.

## Bau

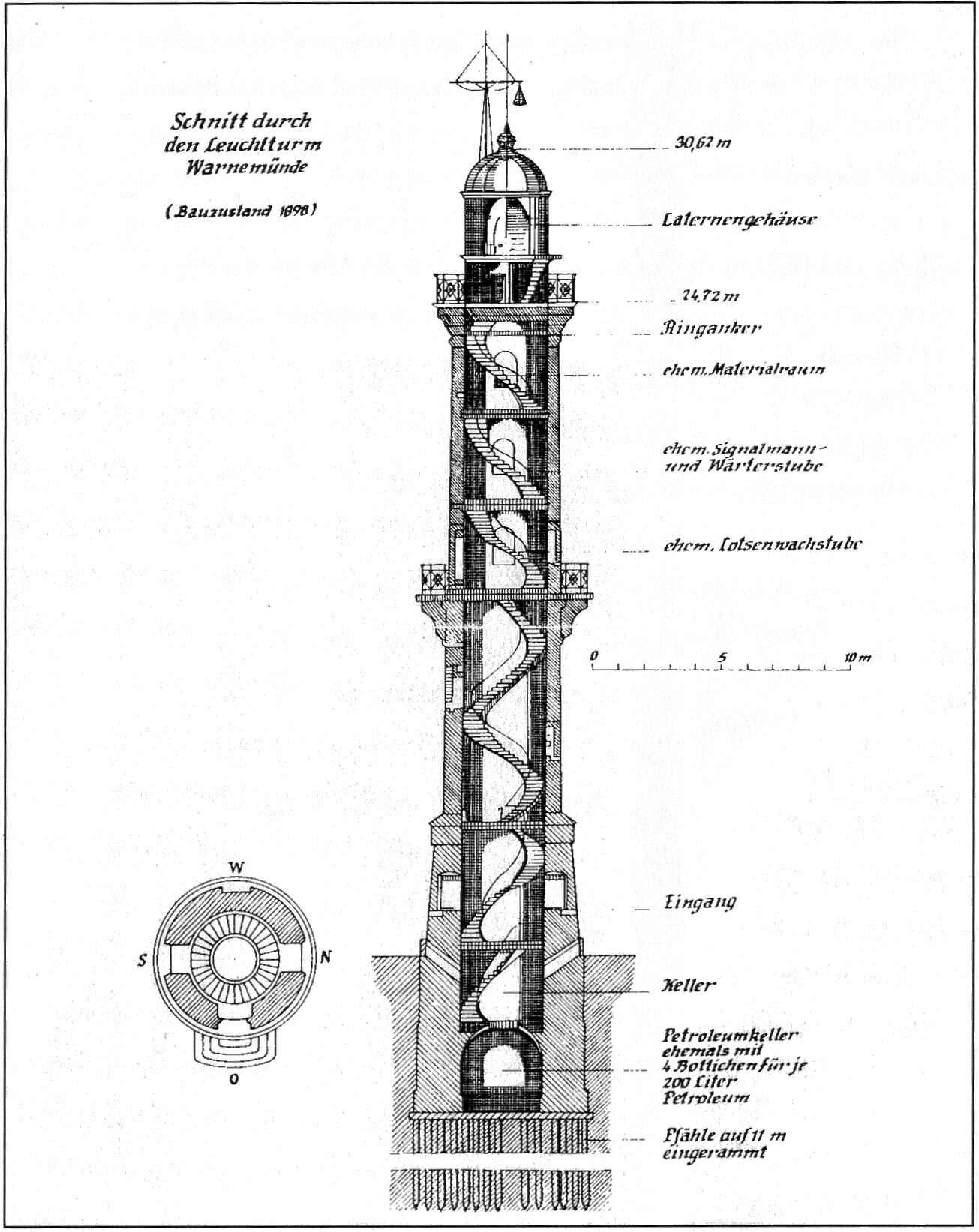
Schnitt Leuchtturm

Der Rostocker Hafenbaudirektor Karl Friedrich Kerner leitete den Bau. Er hatte seit seinem Amtsantritt 1885 schon vorzügliche Arbeit beim Bau des Trajektes im Warnemünder Hafen geleistet. 1897 schloss er Verträge mit den Firmen Berringer in Rostock und Oloff in Warnemünde zum Bau des Turmes und mit der Firma Ludewig in Rostock für die Rammung von Fundamentpfählen. 33 Pfähle wurden elf Meter in den sandigen Untergrund bis in die tragfähige Schicht gerammt. Diese Arbeiten waren bis zum 9. Juli 1897 erledigt und nach sehr kurzer Bauzeit waren auch die Maurerarbeiten im November 1897 abgeschlossen. Im folgenden Winter wurde die Laterne montiert und bis zum Sommer 1898 waren alle weiteren Innenarbeiten erledigt, so dass am 19. Oktober 1898 die offizielle Inbetriebnahme erfolgen konnte. Hierzu fuhr das Dampfschiff „König Christian“ auf See und es wurde festgestellt, dass die geplante Sichtbarkeit von 16 Seemeilen erreicht wurde.
Der Bau wurde aus Ziegeln errichtet und mit weißen, glasierten Ziegeln verblendet. Zwei Galerien führen um den Turm. Im unteren Abschnitt bis zur ersten Galerie werden die weißen Ziegel durch grüne Ziegelbänder abgesetzt. Die Kragsteine der Galerien bestehen aus rotem Sandstein. Der Turm ist 36,90 m hoch, gemessen zwischen der Spitze des Turms und dem mittleren Wasserstand der Ostsee, entsprechend knapp 31 m über dem Erdboden. Die Lichtquelle im Zentrum der Optik ist in einer Höhe von 34,25 m über Mittelwasser installiert.
Unter dem Turm befinden sich zwei Keller. Der untere ist als Gewölbe ausgeführt und diente als Petroleumlager. In diesem befanden sich vier Bottiche mit zusammen 800 Litern Petroleum, das über eine Leitung in ein 90 Liter fassendes Gefäß in die Laternenstube gepumpt wurde. Nach dem Einbau der elektrischen Anlage wurden die Behälter 1927 entfernt.

## Technische Entwicklung

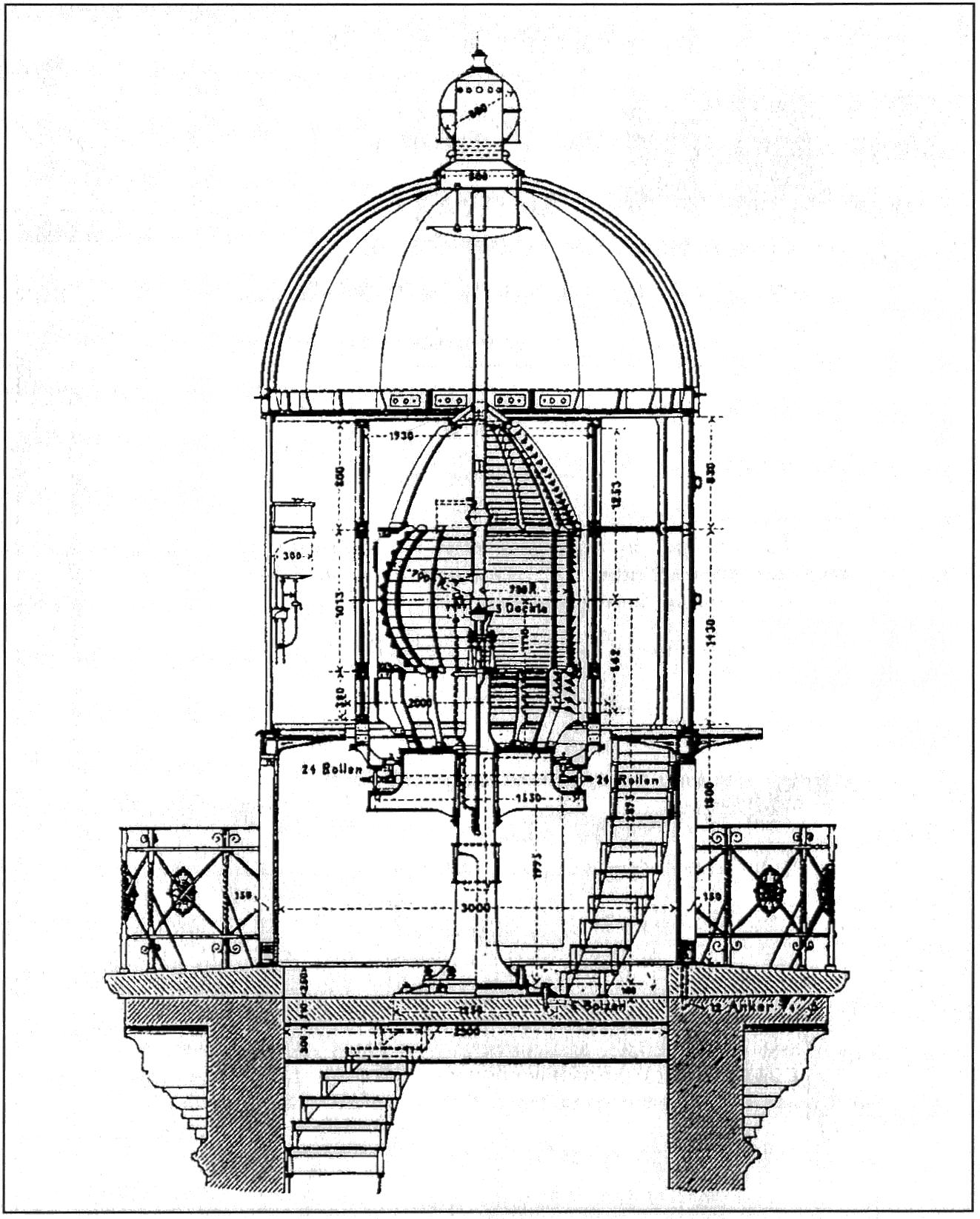
Detail Leuchtturm

Der horizontale Leuchtwinkel des Feuers beträgt 180 Grad. Um die restliche, von der Lampe zum Land abgestrahlte Lichtmenge nutzbar zu machen, wurde landseitig ein Hohlspiegel angebracht, der später durch reflektierende Prismen ersetzt wurde. Um die fest installierte Gürtellinse rotiert ein Zylinder, in den Linsen eingelassen sind. Sie bündeln das Licht und erzeugen dadurch den Rhythmus der Lichterscheinung (Kennung). Angetrieben wurde dieser Zylinder bis zur Elektrifizierung durch ein Uhrwerk, das mit einem Eisengewicht versehen war. Der Leuchtturmwärter musste dieses Gewicht, das in der Turmmitte in einem Rohr lief, alle zwei Stunden über eine Kurbel am Uhrwerk aufziehen. Im Innern des Turms führt eine Granit-Wendeltreppe in die Laternenstube.
Als Lichtquelle diente nach dem Bau des Turmes ein Petroleumbrenner mit fünf Dochten, der 1,3 Liter Petroleum in der Stunde verbrauchte. 1911 wurde eine Verbesserung der Leuchtstärke durch einen Brenner mit Glühstrumpf erreicht. Die Stärke des Lichtes wurde damit um das Achtfache erhöht. 1917 erfolgte die Umstellung auf Gasglühlicht und 1919 auf den elektrischen Betrieb. Der Ausbau der Leuchtfeuer an den deutschen Küsten machte 1936 eine Änderung der Kennung notwendig. Von der Folge 51-(5)-3-(10)-3-(5) (51 Sekunden festes Feuer – fünf Sekunden Verdunklung – drei Sekunden Feuer – zehn Sekunden Verdunklung – drei Sekunden Feuer – fünf Sekunden Verdunklung) wurde umgestellt auf die Kennung Blitzgruppe 3+1 (0,3-(2,7)-0,3-(2,7)-0,3-(8,7)-0,3-(8,7)). Das Licht lässt sich bis 20 Seemeilen Entfernung erkennen. Bis 1978 gab es Leuchtfeuerwärter oder Leuchtfeuermaschinisten. Seit dieser Zeit werden die Leuchtfeuer von einer Zentrale, für den Warnemünder Leuchtturm in Hohe Düne, bedient.

## Sanierung
1949 wurden, vermutlich durch Temperatureinwirkungen bedingt, Risse im Gemäuer festgestellt, die 1969 zu einer Teilsanierung führten. In den 1980er Jahren folgten weitere umfangreiche Sanierungsmaßnahmen, die erst 1993 ihren Abschluss fanden. In den Jahren von 1979 bis 1993 war der Turm deshalb für die Besteigung durch Touristen gesperrt.

## Heutige Nutzung
Neben seiner Nutzung als Leuchtfeuer, im Zusammenwirken mit dem Molenfeuer Warnemünde zur sicheren Ein- und Ausfahrt in den Warnow-Strom, hat der Leuchtturm heute hauptsächlich Bedeutung für den Tourismus. Zahlreiche Besucher nutzen den Aufstieg, um einen Überblick über Warnemünde zu bekommen. Die touristischen Aktivitäten werden durch einen Gemeinnützigen Verein größtenteils ehrenamtlich ausgeführt und betreut. Geöffnet ist der Leuchtturm jährlich von Karsamstag bis zum 1. Oktoberwochenende von 10 bis 19 Uhr (Stand: 10.2018).
Der Leuchtturm steht unter Denkmalschutz und wurde als Baudenkmal in die Denkmalliste der Hansestadt Rostock aufgenommen.
Die Verantwortlichkeit für den Leuchtturm (Wartung und Unterhaltung) liegt seit 2020 beim Wasserstraßen- und Schifffahrtsamt Ostsee

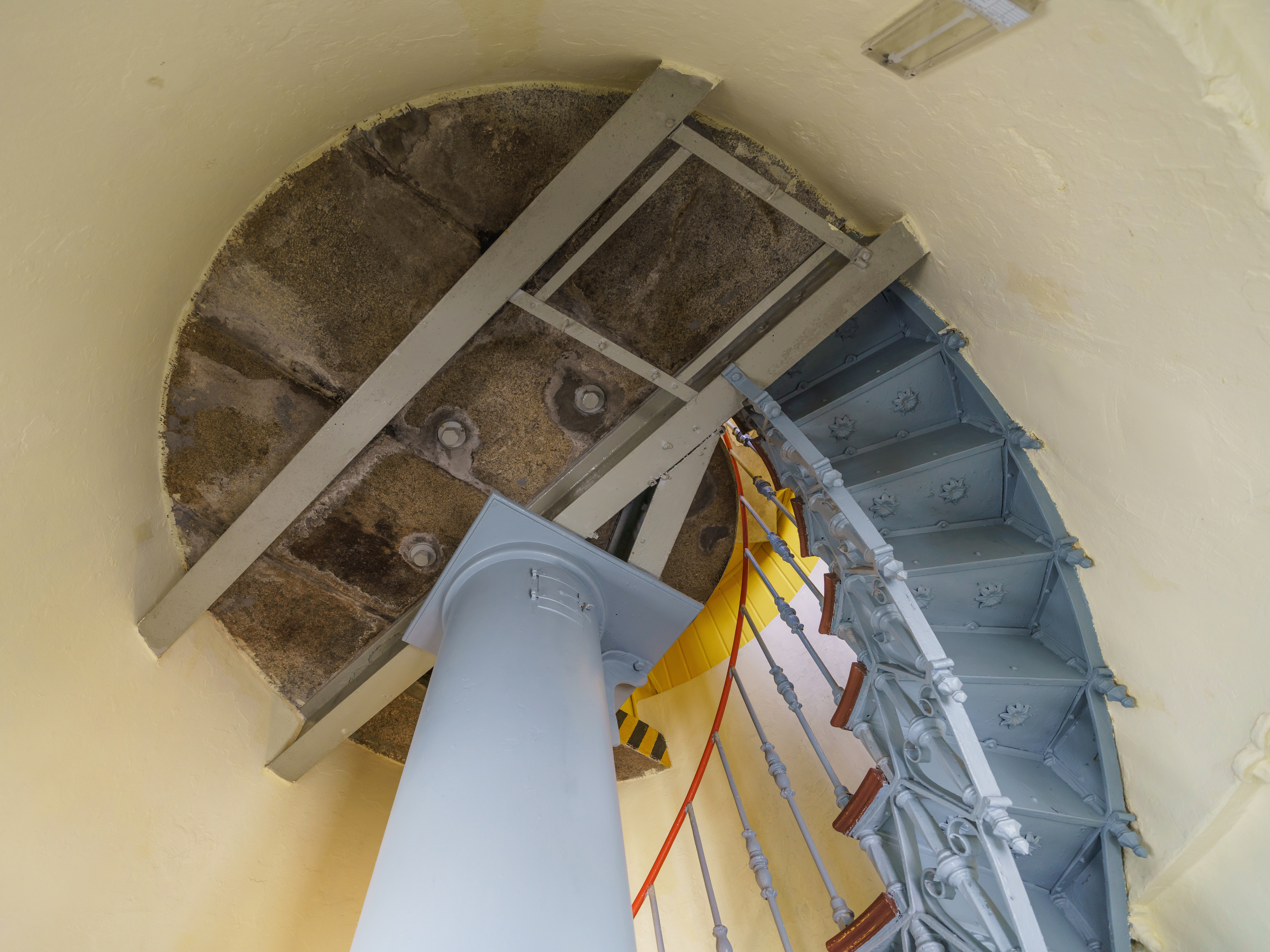
Die Wendeltreppe im Inneren des Leuchtturms
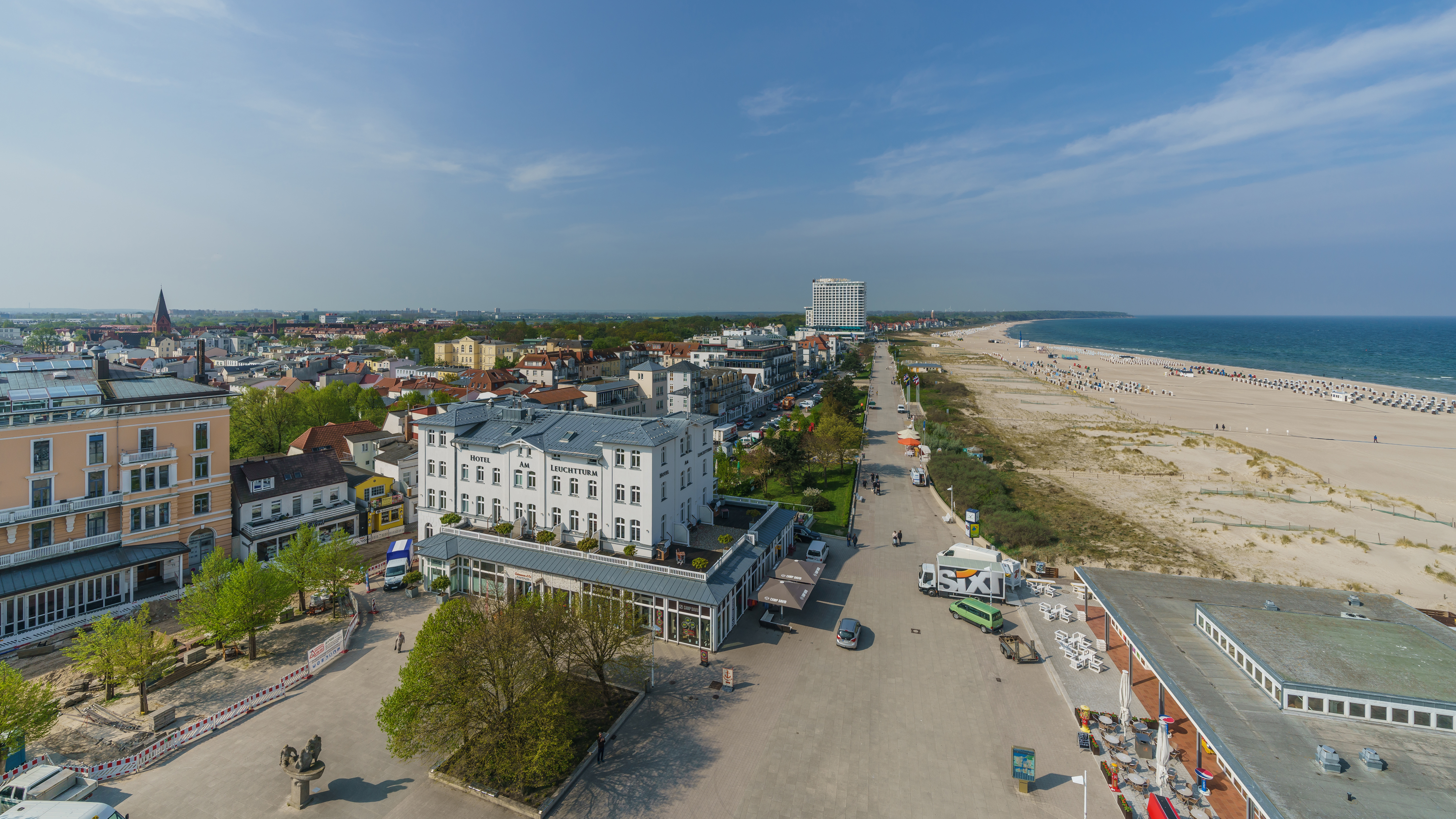
Aussicht auf die Strandpromenade
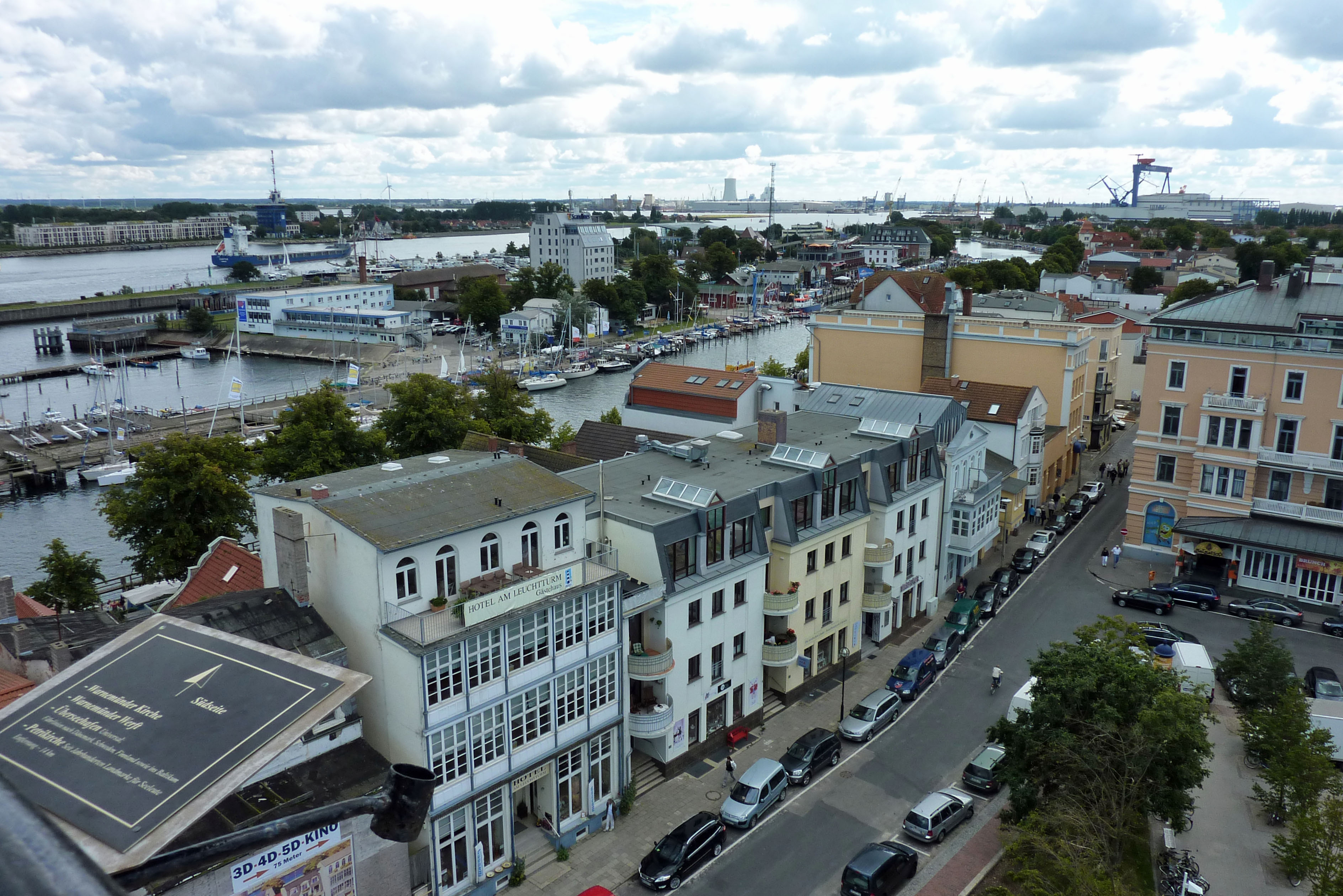
Aussicht auf den Alten Strom

## Warnemünder Turmleuchten
Seit 1999 wird der Warnemünder Leuchtturm jeweils am 1. Januar durch eine Show mit Feuerwerk, Laser, Licht und Musik in Szene gesetzt. Die bis 2014 als Leuchtturm in Flammen durchgeführte Veranstaltung wurde 2015 in Warnemünder Turmleuchten umbenannt. 2015 kamen erstmals rund 85.000 Besucher zur Veranstaltung.

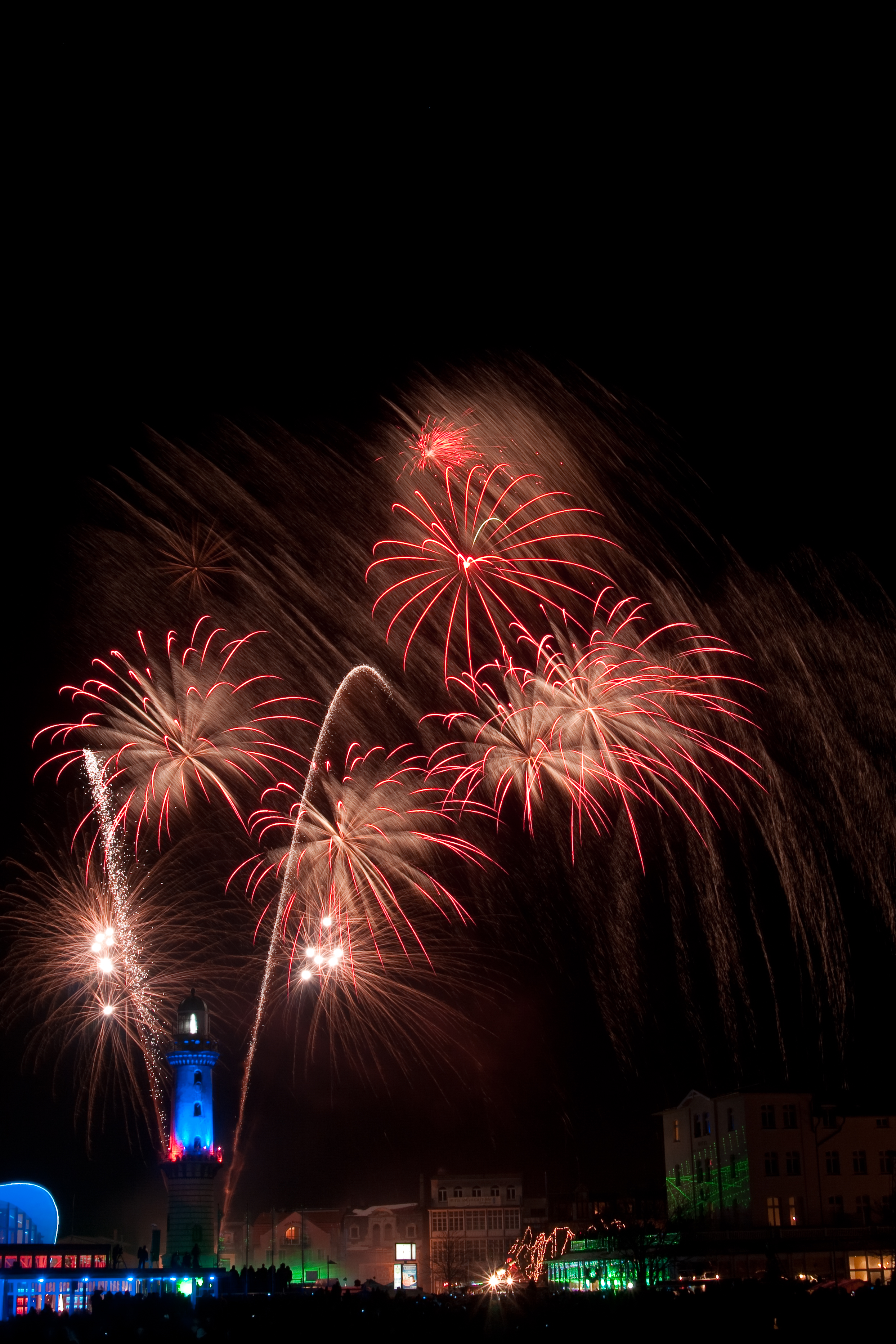
Leuchtturm in Flammen 2011
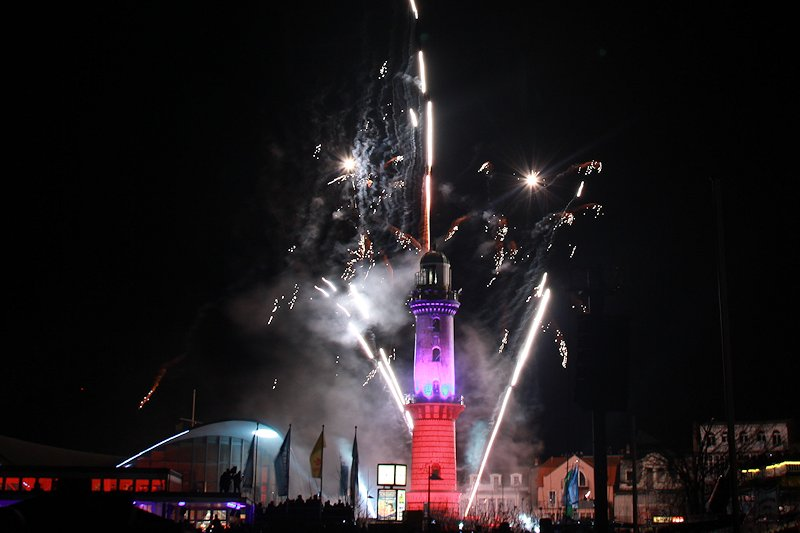
Leuchtturm in Flammen 2012
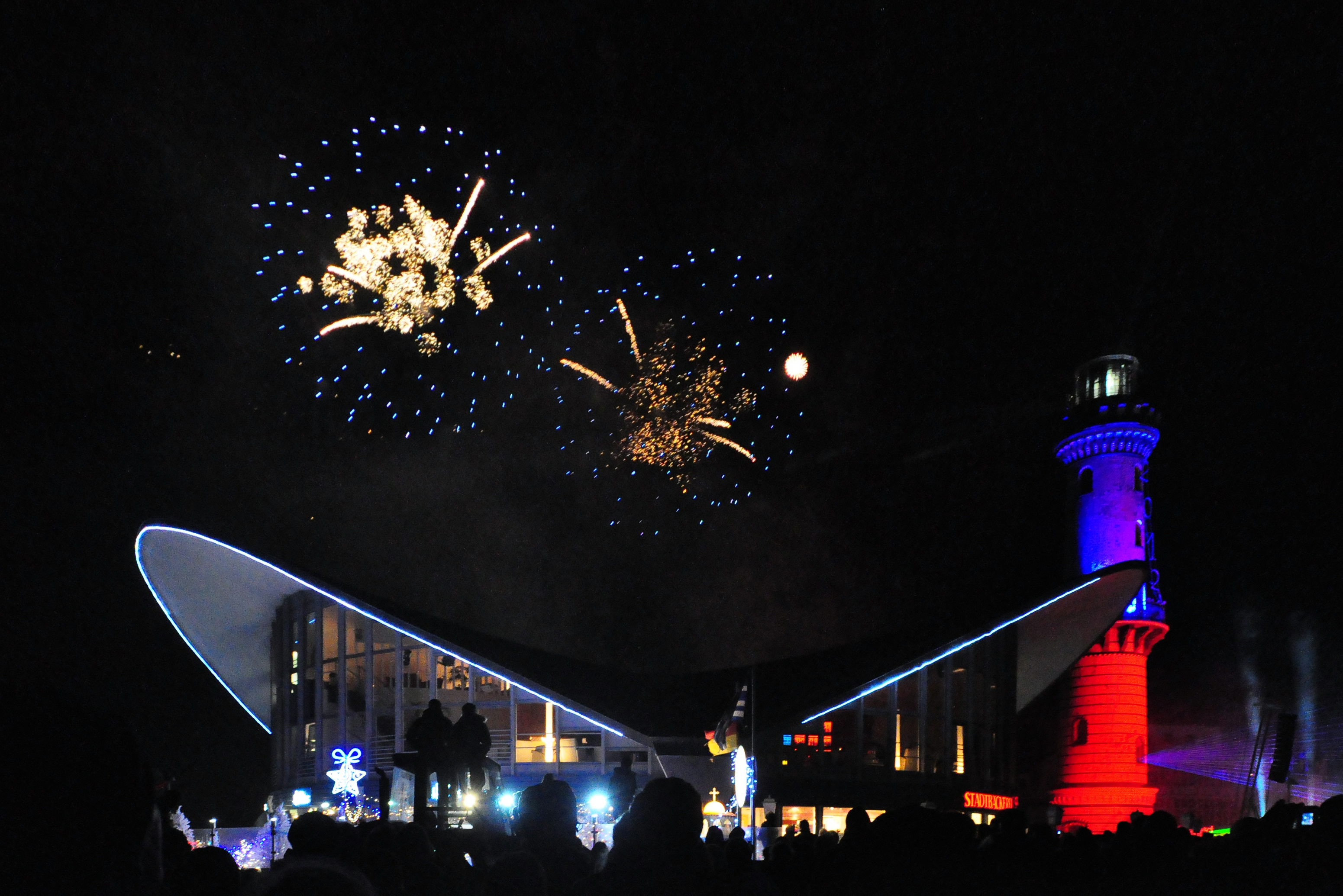
Leuchtturm in Flammen 2012 mit Teepott
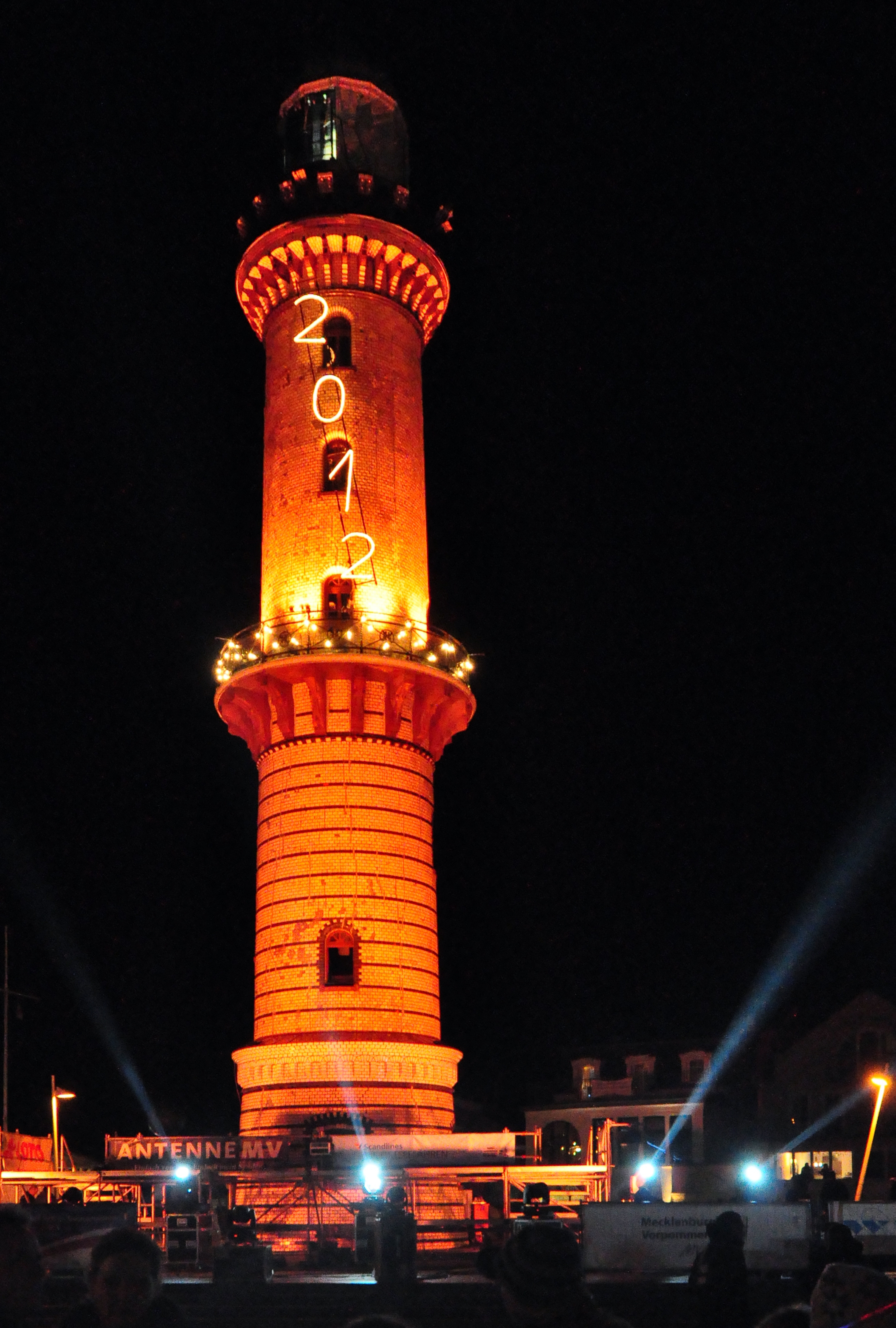
Leuchtturm in Flammen 2012

## Briefmarken und Münzen
Die erste Briefmarke, die den Leuchtturm Warnemünde zeigt, erschien am 22. Januar 1974 von der Deutschen Post der DDR. Die Marke gehört zur Serie Aufbau der DDR – Rostock Warnemünde (Mi.Nr.1920) mit dem Wert von 80 Pfennig. Der Entwurf stammt vom Grafik-Designer Manfred Gottschall aus Chemnitz.
Briefmarke Leuchtturm Warnemünde

Link zum Bild

Eine weitere Briefmarke, die den Leuchtturm Warnemünde zeigt, erschien am 7. Mai 1974 von der Deutschen Post der DDR. Die Marke gehört zur Serie Leuchttürme, Leit-, Leucht- und Molenfeuer (Mi.Nr.1954) mit dem Wert von 15 Pfennig. Der Entwurf stammt vom Grafiker Jochen Bertholdt aus Rostock. Die Auflage betrug 5 Millionen Stück.
In philatelistischer Würdigung des Turms gab die Deutsche Post AG mit Ausgabetag 3. Juli 2008 ein Postwertzeichen im Wert von 45 Eurocent heraus. Die deutsche Sonderpostwertzeichenserie Leuchttürme (Mi.-Nr. 2677) erscheint seit 2004. Der Entwurf dieser Marke der Briefmarkenserie Leuchttürme stammt, wie alle bisherigen Briefmarken der Serie, vom Grafiker Johannes Graf aus Dortmund nach fotografischer Vorlage vom Wissenschaftsfotograf Reinhard Scheiblich aus Norderstedt. Die Ausgabe erfolgte in einer Auflage von 12,8 Millionen Stück.
Briefmarke Warnemünde mit Leuchtturm

Link zum Bild

Eine weitere Briefmarke kam 2014 vom privaten Postunternehmen NordBrief Rostock mit dem Abbild von Warnemünde und seines Leuchtturms für einen Kompaktbrief mit einem Wert von 0,85 € und 2020 mit dem Abbild des Leuchtturms und des Teepott mit einem Wert von 75 ct heraus. Die dem Motiv zugrundeliegende Fotografie stammt von dem aus Dresden stammenden und auf der Schwäbischen Alb lebenden Fotografen und Fotodesigner Ullrich Gnoth.
Anlässlich des 800-jährigen Stadtjubiläums 2018 emittierte die Bundesbank eine 20-Euro-Silber-Gedenkmünze 800 Jahre Hansestadt Rostock mit stilisierten markanten Gebäuden u. a. dem Leuchtturm Warnemünde.

## Film
Auf dem Plakat zum Film Shutter Island ist der Warnemünder Leuchtturm abgebildet.